# Посмертне ім'я
Посме́ртне ім'я — почесне ім'я та титул, що надавалося правителям, чиновниками і шляхетним особам в Китаї та країнах Східної Азії: Кореї, Японії, В'єтнамі.
Одна з кількох частин, що складають опис історичної особи та становлять складну стилістичну проблему у перекладі: посметртне ім'я використовувалося у літописах; власне ім'я правителя становило табу під час його життя, а власне ім'я кожного з батьків не мало широкого вжитку у мові дітей; на час життя правителя використовувався так званий девіз правління, який сприймався як публічне ім'я монарха (наприклад, Кансі). У культі предків вживалося також храмове ім'я.
На відміну від храмового імені, посмертне ім'я несло в собі характеристику правління володаря. Див. порівняльну таблицю храмових та посмертних імен у статті zh:庙号.
Складання посмертних імен у пізньо-імперську добу було обов'язком членів академії Ханьлінь.